# Penstemon elegantulus
Espèce
Penstemon elegantulus  est une espèce de plantes de la famille des Plantaginacées, originaire d'Amérique du Nord. Elle est connue sous le nom de  Lovely Beardtongue en anglais.

## Description
Cette espèce est pérenne, native de Hells Canyon entre l’Oregon et l’Idaho. Les fleurs sont généralement de couleur bleue.